# سلطان العسيري
سلطان بن محمد العسيري هو دراج سعودي من مواليد 13 سبتمبر 1987 في العاصمة الرياض.

## مسيرته
في عام 2010، شارك سلطان عسيري في البطولة الآسيوية لسباق الدراجات في الشارقة رفقة الفريق السعودي. احتل المركز الثالث عشر في التجارب الفردية. ذهب إلى أفريقيا للتنافس في سباق إريتريا. كان أفضل عنصر في الوفد السعودي، حيث احتل المرتبة الثامنة في المرحلة الأولى، والسادسة في المرحلة الأخيرة، والرابعة عشر في التصنيف العام.
في عام 2011، حصل على ميدالية ذهبية في البطولة العربية في مجال سباق النقاط.
سنة 2015، توج العسيري بالمركز الثاني والميدالية الفضية لسباق المطاردة الفردي (فئة الكبار) في البطولة العربية السابعة للمضمار التي استضافت منافساتها إمارة الشارقة بدولة الإمارات العربية المتحدة.
في أوائل عام 2016، احتل المركز الخامس في طواف مصر. وفي أكتوبر من السنة نفسها، تم اختياره للمشاركة في بطولة العالم في الدوحة بقطر. بعد أن شارك في النسخة التجريبية، حصل على المركز 63 من أصل 66 منافسًا.
وفي السنة نفسها (2016)، شارك العسيري في طواف أفريقيا للدراجات، واحتلّ المرتبة 134.
في سبتمبر عام 2017، احتل المرتبة الخامسة في الألعاب للآسيوية للأماكن المغلقة وفنون القتال في الأماكن المغلقة، والتي عقدت في حلبة عشق آباد في تركمانستان.

## روابط خارجية
- سلطان العسيري على موقع أرشيف الدراجات (الإنجليزية)
- سلطان العسيري على موقع إحصائيات الدراجات الإحترافية (الإنجليزية)